# Langnasen-Lanzenfisch
Der Langnasen-Lanzenfisch (Alepisaurus ferox) ist ein in allen Weltmeeren zwischen 84°N und 57°S vorkommender Raubfisch und die größte Art der Eidechsenfischverwandten (Aulopiformes). Fänge der Art gibt es aus dem westlichen und östlichen Pazifik von den Aleuten bis Chile, aus dem westlichen Atlantik von der Küste Kanadas, dem Golf von Maine, aus dem Golf von Mexiko, der Karibik und auch aus dem östlichen Atlantik. Der Langnasen-Lanzenfisch kommt in Tiefen bis 1830 Meter vor.

## Merkmale
Die Maximallänge der Art liegt bei 2,15 Meter, die meisten ausgewachsenen Exemplare erreichen eine Länge von etwa 1,5 Meter. Das maximale Gewicht, gemessen an einem 1,67 Meter langen Exemplar, lag bei 9 kg. Alepisaurus ferox hat einen langgestreckten Körper und eine große, segelartige Rückenflosse, bei der drei Flossenstrahlen, beginnend mit der dritten oder vierten, stark verlängert und im oberen Teil nicht durch Flossenmembran verbunden sind. Eine kleine Fettflosse ist vorhanden. Sie liegt über dem hinteren Teil der Afterflosse. Kopf und Schnauze sind lang. Die Kopflänge beträgt etwa 17 % der Standardlänge, die Schnauzenlänge etwa ein Drittel bis die Hälfte der Kopflänge. Das Maul ist tief gespalten, im Gaumen befinden sich zwei lange, auffällige Fangzähne.

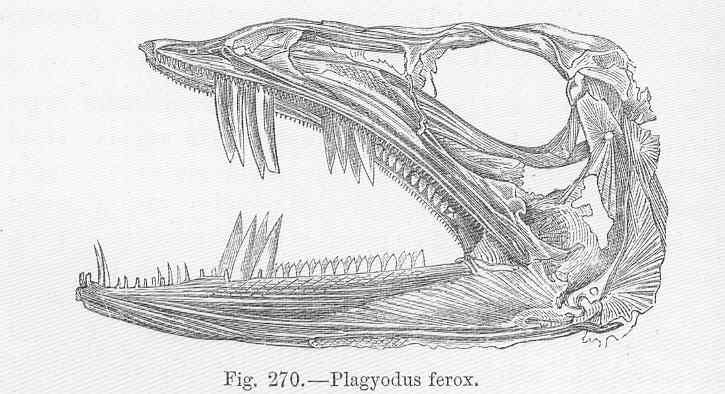
Schädel von Alepisaurus ferox

Die Anzahl der Branchiostegalstrahlen liegt bei 7 bis 8, die der Wirbel bei 47 bis 52. Alepisaurus ferox ist blass gefärbt, der Rücken ist dunkel, die Seiten irisieren. Alle Flossen sind dunkelbraun bis schwarz. Das Peritoneum ist schwarz. 
- Flossenformel: Dorsale 30–45, Anale 13–18.

## Lebensweise
Der Langnasen-Lanzenfisch kommt vor allem in tropischen und subtropischen Meeren vor, wandert aber zur Nahrungssuche weit nach Norden, bis zur Beringstrasse, nach Grönland oder Island. Er lebt epi- bis mesopelagisch von der Wasseroberfläche bis in Tiefen von 1800 Metern, ist vor allem nachtaktiv. Er ernährt sich von Fischen, Kopffüßern, Manteltieren und Krebstieren und wird selbst von Gotteslachsen, Haien, vom Weißen und Gelbflossen-Thun und von Ohrenrobben gefressen. Wie viele Eidechsenfischverwandten ist Alepisaurus ferox ein simultaner Hermaphrodit, d. h. die Fische besitzen zur gleichen Zeit funktionsfähige weibliche und männliche Geschlechtsorgane. Die Larven leben planktonisch.
Die wirtschaftliche Bedeutung der Art ist gering.